# Вольная Жизнь
Вольная Жизнь (баш. Вольная Жизнь) — упразднённый в 2005 году посёлок Бельского сельсовета Гафурийского района Республики Башкортостан.

## География
Находился на берегу реки Белой, вблизи современной деревни Цапаловка.

### Географическое положение
Расстояние до:

- районного центра (Красноусольский): 15 км,
- центра сельсовета (Инзелга): 4 км,
- ближайшей ж/д станции (Белое Озеро): 15 км.
- центра сельсовета села Табынское: 15 км[2].

## История
На 1 июня 1952 года входил в Табынский сельсовет.
На 1 января 1969 — в Бельский сельсовет.
В 2005 году в Гафурийском районе упразднили 4 посёлка.
Закон Республики Башкортостан от 20 июля 2005 года № 211-з «О внесении изменений в административно-территориальное устройство Республики Башкортостан в связи с образованием, объединением, упразднением и изменением статуса населённых пунктов, переносом административных центров» гласил:

ст.1

4. Упразднить следующие населенные пункты:

16) в Гафурийском районе:

а) поселок Вольная Жизнь Бельского сельсовета;

б) поселок Красно-Кармальский Утяковского сельсовета;

в) поселок Новотабынск Табынского сельсовета;

г) поселок Срытая Гора Красноусольского сельсовета

## Население
На 1 января 1969 года проживали 194 человека; преимущественно русские.

## Инфраструктура
Личное подсобное хозяйство.

## Транспорт
Находилась на перекрестке дорог, ведущих в село Табынское из Инзелги и Русского Сасыкуля.